# Park Miniatur Warmii i Mazur

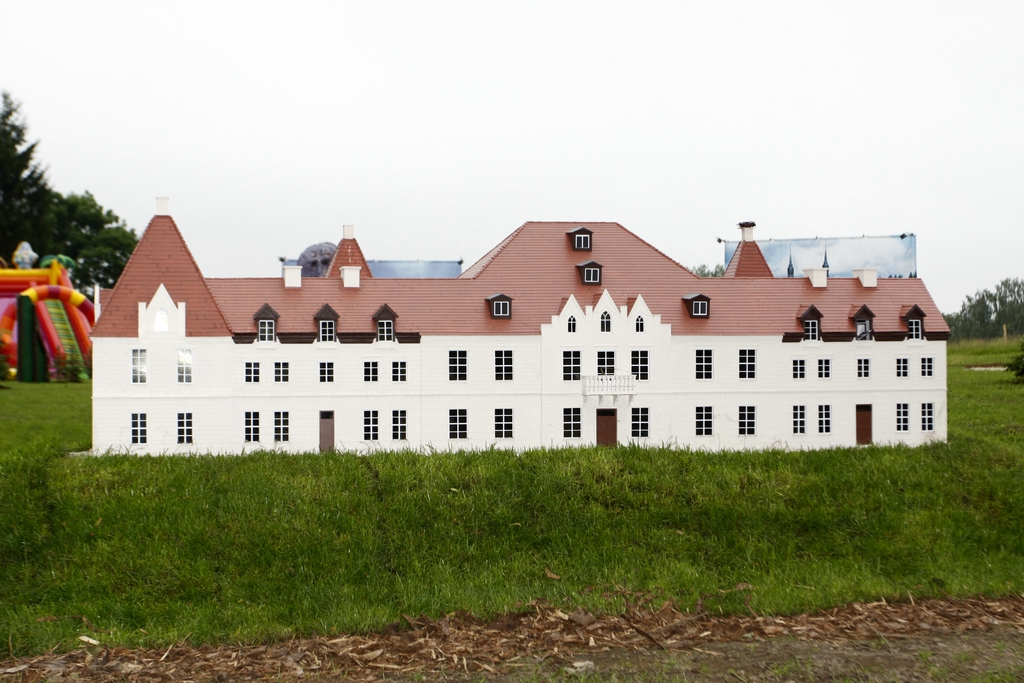
Pałac w Sztynorcie, miniatura w skali 1:25

Park Miniatur Warmii i Mazur – atrakcja edukacyjno-rozrywkowa, której celem jest przybliżenie bogactwa kulturalnego, etnograficznego i architektonicznego regionów Warmii i Mazur. Park powstał w 2009. Zlokalizowany jest w Gierłoży tuż obok Kętrzyna, w bezpośrednim sąsiedztwie Wilczego Szańca. Swoim zasięgiem obejmuje obszar ponad 30 000 m².
W zbiorach Parku znajdują się miniatury w skali 1:25 wybranych, charakterystycznych dla regionu obiektów, eksponaty historyczne i archeologiczne. Miniatury rozlokowane są jakby na gigantycznej mapie Warmii i Mazur. W ten sposób „wędrując” po regionie, zwiedza się najważniejsze, także już nieistniejące, budowle dawnych Prus Wschodnich. Na terenie znajduje się również były ogród warzywny i oranżeria Kwatery Głównej Adolfa Hitlera oraz lapidarium. Ekspozycję uzupełniają prezentowane na wielkoformatowych nośnikach wystawy fotograficzne: „W cieniu Wilczego Szańca” oraz „Antlantyda”. Lista miniatur: zamek w Malborku, pałac w Drogoszy, śluza na Kanale Mazurskim, zamki w Reszlu, Lidzbarku Warmińskim i Nidzicy, twierdza Boyen, bazylika w Świętej Lipce, olsztyńska Wysoka Brama, grobowiec rodziny Farenheid w Rapie, Wieża Bismarcka w Mrągowie, wiadukt kolejowy w Stańczykach, chata mazurska, pałac w Sztynorcie, wiatrak w Bęsi, kapliczka warmińska oraz słup graniczny z Prostek wyznaczający niegdyś granicę między Prusami i Rzecząpospolitą Obojga Narodów.

## Atrakcje
Uczniowie szkół oraz wszyscy turyści mogą zainteresować się wystawą militariów z czasów II wojny światowej. Istnieje również możliwość oddania strzałów z unikatowych replik broni wojennych. Zwiedzającym zostają również przybliżone obiekty i działania wojskowe prowadzone w regionie Warmii i Mazur, a zwłaszcza z lat 1941-1944, m.in. dzięki projekcjom filmów dotyczących tamtejszych wydarzeń oraz makiecie Wilczego Szańca o powierzchni 40 m².
Ciekawym przedsięwzięciem jest również stworzenie obozowiska rycerskiego, w którym można przymierzyć zbroje rycerskie, zrobić zdjęcie w pełnym rynsztunku czy oddać strzały z łuku i kuszy.
W Parku Miniatur Warmii i Mazur organizowane są również pikniki i rekonstrukcje historyczne, które pozwolą wszystkim uczestnikom przenieść się w czasie do najważniejszych momentów w historii Polski – panowania wczesnośredniowiecznych Słowian, XV- i XVII-wiecznych rycerzy, wojsk napoleońskich oraz czasów II wojny światowej, kiedy organizowany jest Zlot Grup Rekonstrukcyjnych Walkiria. Odwiedzający mogą zobaczyć życie ich codzienne, wziąć udział w grach i zabawach, nauczyć się posługiwania bronią oraz zobaczyć pokazy musztry i inscenizacje walk.
W obiekcie działa również Park Zabaw, gdzie dzieci mogą spędzić wolny czas. Znajdują się tam nowoczesne i bezpieczne urządzenia z wesołych miasteczek, w tym m.in. kolejka elektryczna, bungee, zjeżdżalnie – dmuchana i tradycyjna, huśtawki, karuzele.

## Wybrane miniatury
- zamek w Malborku
- pałac w Drogoszach
- zamek w Reszlu
- zamek w Nidzicy
- Zamek biskupów warmińskich w Lidzbarku Warmińskim
- Bazylika w Świętej Lipce
- śluza na Kanale Mazurskim
- Twierdza Boyen
- wiatrak typu holenderskiego w Bęsi
- wiadukt kolejowy w Stańczykach
- grodzisko pruskie
- chałupa mazurska (zobacz: Architektura mazurskiej wsi)

## Galeria

Wybrane miniatury w Parku Miniatur Warmii i Mazur
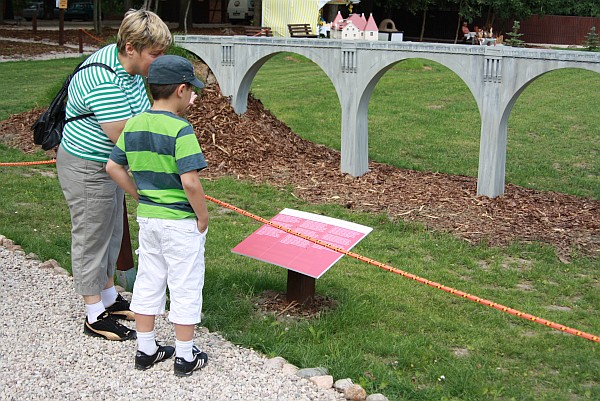
Wiadukt kolejowy ze Stańczyków
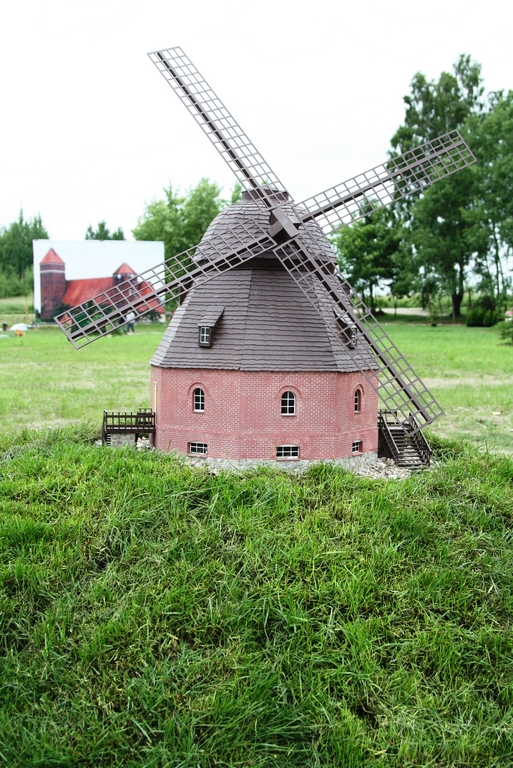
Wiatrak w Bęsi, skala 1:25
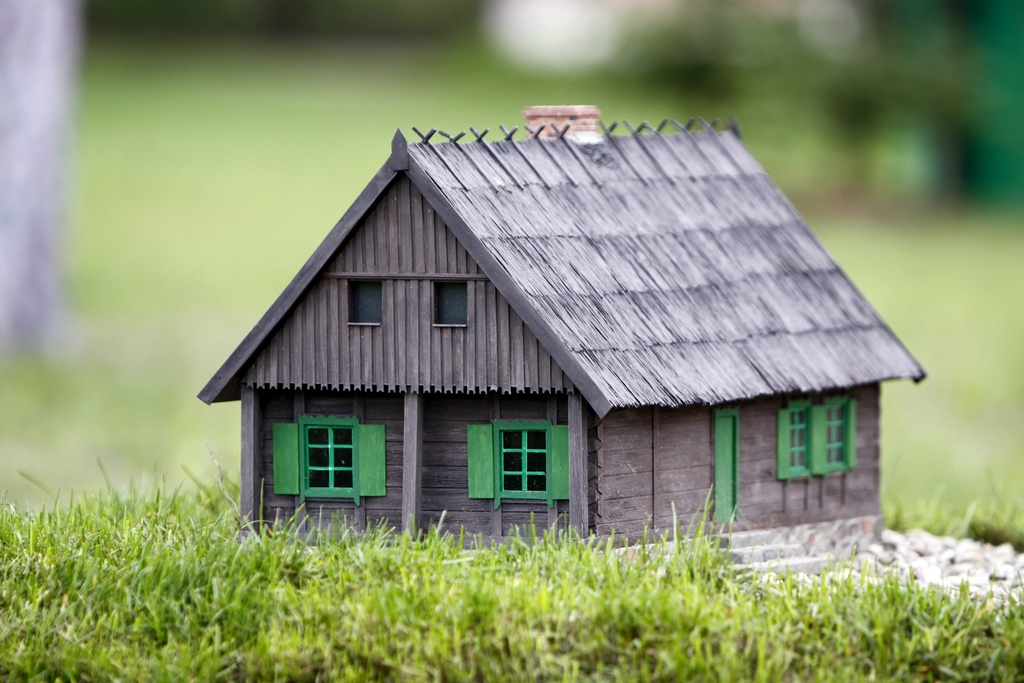
Miniatura mazurskiej chatki
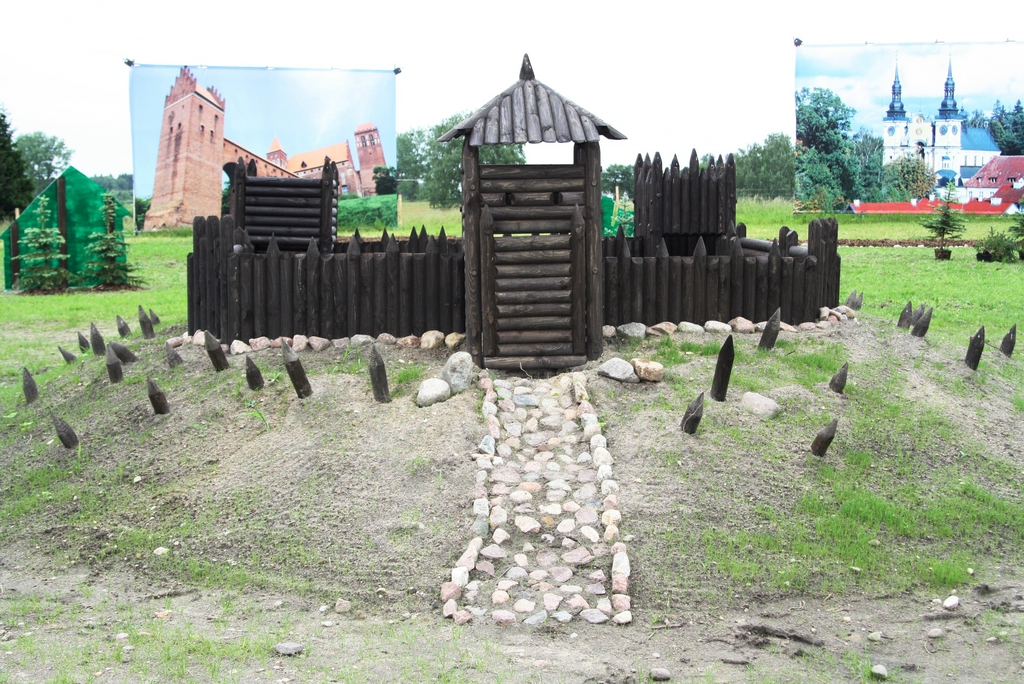
Miniatura grodu pruskiego
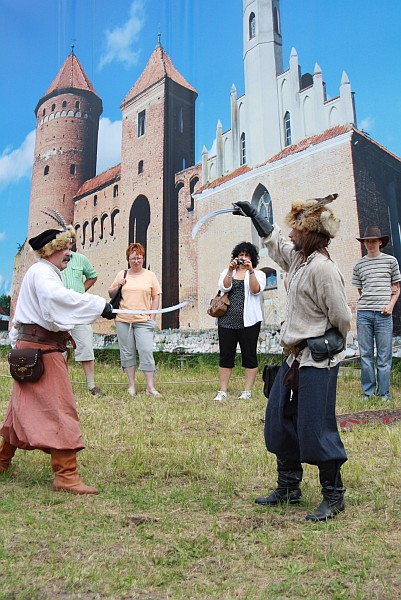
Piknik historyczny
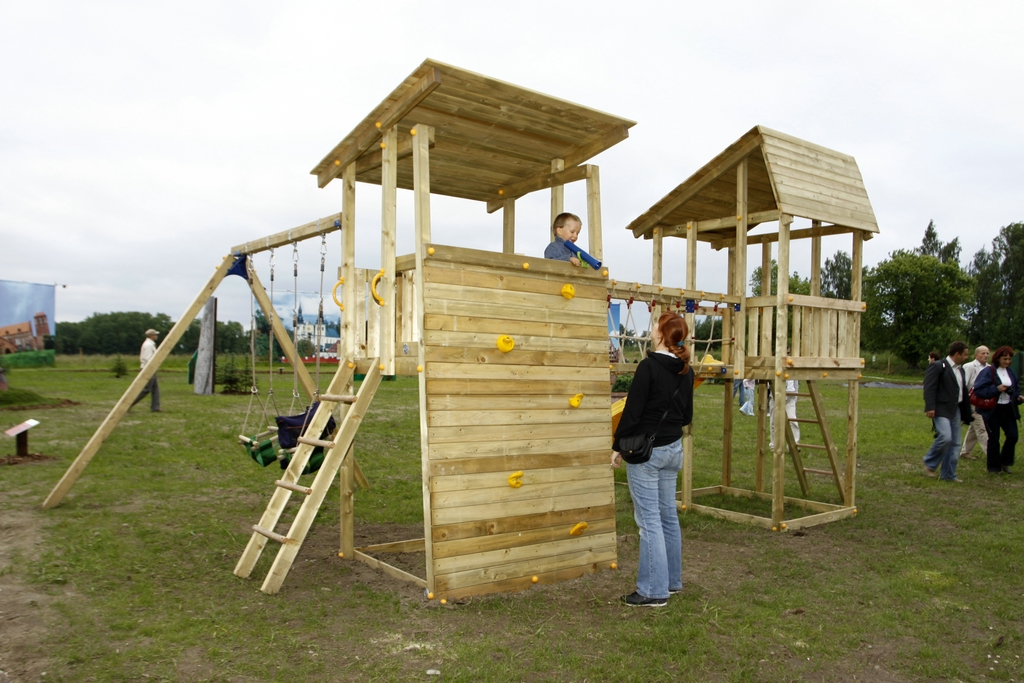
Park zabaw
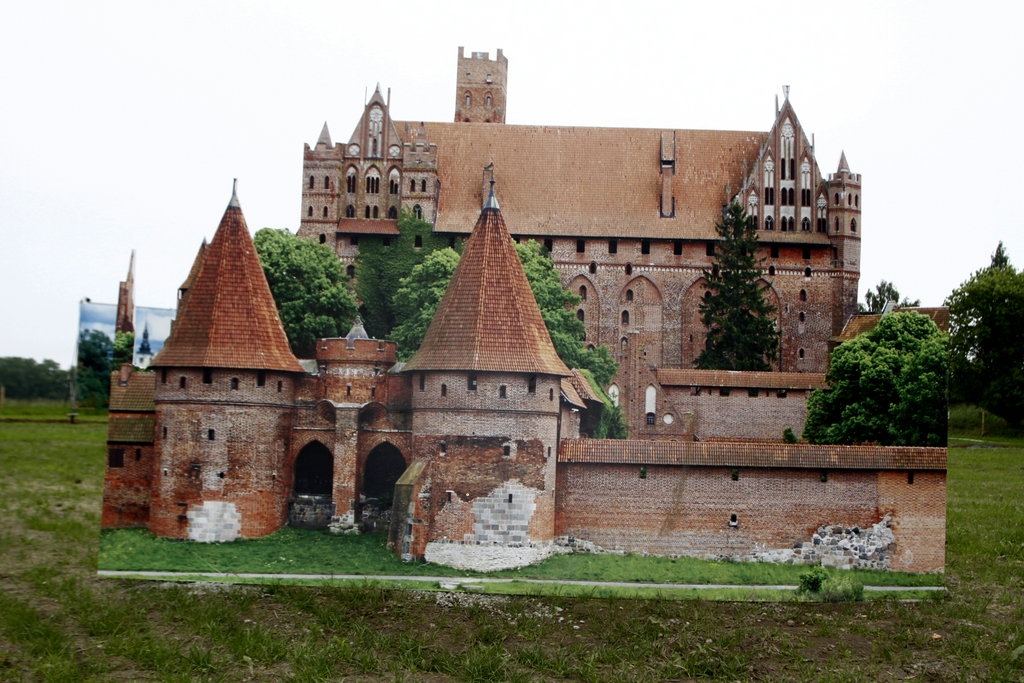
Fotografia wielkoformatowa zamku w Malborku
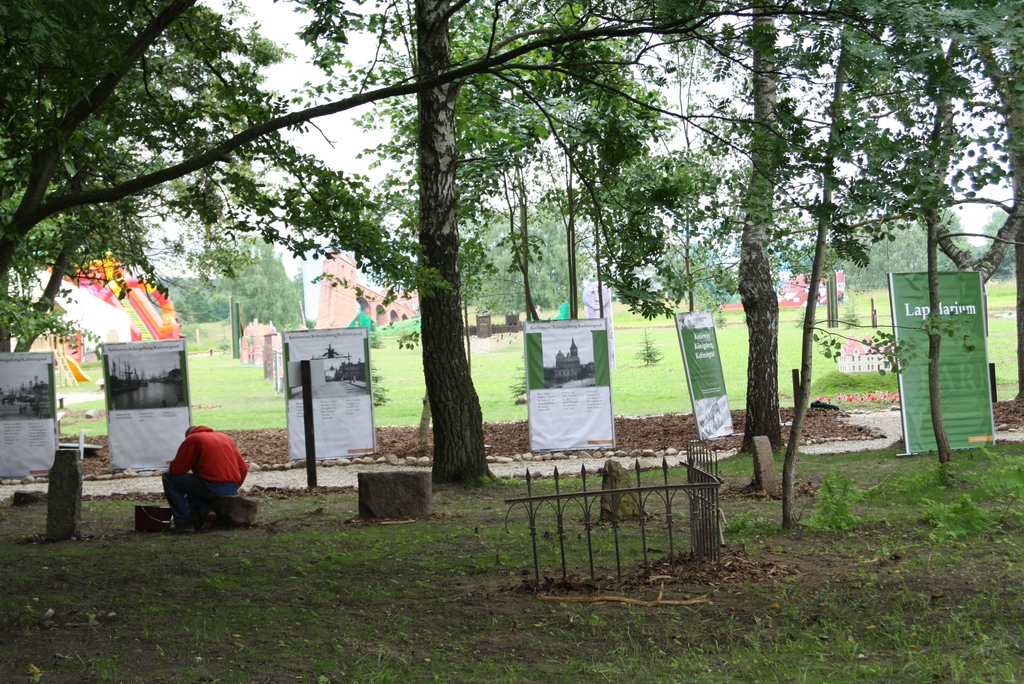
Wystawa fotografii Atlantyda 2009